# Carlisle Cullen
Carlisle Cullen est un personnage de fiction de la saga Twilight . Il apparaît dans les livres Fascination, Tentation, Hésitation, et Révélation, ainsi que dans le encore inachevé Midnight Sun, dans les films Twilight, chapitre I : Fascination, dans le second film Twilight, chapitre II : Tentation et le troisième Twilight, chapitre III : Hésitation ainsi que Twilight, chapitre IV et V : Révélation.

## Biographie fictive
Carlisle naît vers l'année 1640 à Londres, juste avant l'avènement de Cromwell. Son père, pasteur anglican fervent voire fanatique, pourchasse des démons tels que loup-garous, sorcières et autres vampires, mais faisant plus de victimes innocentes que de vraies "prises". Sa mère est morte à sa naissance. En 1663, son père vieillissant, celui-ci enjoint à Carlisle de prendre sa relève dans sa quête contre le Mal. Assumant sans conviction son rôle, il tombe sur un vrai nid de vampires dans les égouts de la ville. Aidé par la vindicte populaire, Carlisle poursuit un vampire affamé qui parvient à tuer deux de ses attaquants, à blesser sérieusement Carlisle et à enlever un quatrième. Pendant que la foule pourchasse la bête, Carlisle parvient à ramper dans une ruelle pour se cacher connaissant son sort, s'il est découvert. Il se cacha pendant trois jours dans une cave de pommes de terre, affrontant de terribles souffrances causées par la transformation.
À la suite de sa douloureuse transformation, il essaie pendant très longtemps de se tuer par répugnance envers ce qu'il est devenu, mais échouant à chaque fois du fait de sa puissance, il préfère renoncer. Une nuit ne pouvant plus contenir sa soif, il décime une harde de cerfs. Réalisant qu'il ne lui est pas nécessaire de se nourrir d'êtres humains pour étancher sa soif, il décide de devenir "végétarien" en s'abreuvant exclusivement de sang animal. 
Il traverse alors la Manche à la nage pour s'établir en France, avant d'aller à Volterra en Italie pour rester momentanément avec les Volturi. Par la suite, il choisit de voyager vers le Nouveau Monde, exerçant la profession de médecin à la fois par compassion et pour lutter contre sa soif.
En 1918 à Chicago, lors de la grande pandémie de grippe espagnole, Carlisle rencontre une femme mourante qui lui supplie de sauver son fils. Carlisle se demande si elle n'a pas découvert son secret. Mais au coucher du soleil la fièvre a raison d'elle. Accablé de solitude, il sauve alors Edward Anthony Masen (Edward Cullen) en le transformant en vampire, qui deviendra par la suite son fils adoptif.
En 1921, dans le Wisconsin, Carlisle sauve une jeune femme, Esmée Platt, qui vient de se jeter du haut d'une falaise à la suite de la mort de son bébé. Il a été le seul à entendre que son cœur battait toujours. Obligé de la transformer en vampire, il tombe éperdument amoureux d'elle et l'épousera plus tard. Après s'être mariée à Carlisle, Esmée prend le nom d'Esmée Cullen comme tous leurs enfants adoptifs sauf Rosalie et Jasper, qui passeront pour des jumeaux et sont en couple avec respectivement Emmet et Alice.
En 1933, la famille de Carlisle s'agrandit par la suite, quand il « sauve » Rosalie Hale, battue, violée puis laissée pour morte par son fiancé et ses amis ivres dans une ruelle de Rochester (New York).
En 1935, Rosalie lui demande de sauver Emmett, gravement blessé par un ours, qu'elle a porté sur son dos depuis des kilomètres afin de le lui amener. Si elle l'a sauvé en tuant la bête, elle a préféré que ce soit Carlisle qui le morde, ne faisant pas confiance en son propre contrôle. Elle trouvait qu'il ressemblait au fils de son amie Vera, Henry.
Une ou deux décennies plus tard, la famille est rejointe par Alice et Jasper. Cette dernière ayant eu une vision de Carlisle et des siens, vivant parmi les humains sans jamais s'en prendre à eux.
Puis en 2004, la famille de Carlisle rencontre l'humaine Bella Swan, qui plus tard, fera également partie de la famille. Quelques années plus tard Edward et Bella se marieront et auront une fille.

## Caractère
Il est l'époux d'Esmée Cullen, le père adoptif d'Edward Cullen, de Rosalie Hale, d'Emmett Cullen, d'Alice Cullen et de Jasper Hale il considère sa belle-fille Bella Swan comme l'un de ses enfants et Renesmée comme sa petite-fille. Il est médecin et exerce sa profession dans la petite ville de Forks.
Il est d'une nature très calme et très curieux .
Il joue un rôle très important dans la famille. Lorsqu'un de ses membres a besoin de conseils, Carlisle est le premier sollicité. Il est pourtant très influencé par son épouse.
Lorsque son fils (Edward), dans le second tome, part pour l'Italie, il semble avoir perdu toute joie de vivre tout comme le reste des Cullen d'ailleurs.
Il aime bien Bella et admire le contrôle d'Edward.
Selon le magazine américain Forbes, la fortune de Carlisle Cullen serait estimée à 34,1 milliards de dollars